# Голешино
Голешино — деревня в Батецком районе Новгородской области России. Входит в состав Мойкинского сельского поселения.

## География
Деревня находится в северо-западной части Новгородской области, в зоне хвойно-широколиственных лесов, на правом берегу реки Тресны, вблизи места впадения её в реку Лугу, при автодороге 49К-01, на расстоянии примерно 19 километров (по прямой) к юго-востоку от посёлка Батецкого, административного центра района. Абсолютная высота — 50 метров над уровнем моря.

### Часовой пояс
Деревня Голешино, как и вся Новгородская область, находится в часовой зоне МСК (московское время). Смещение применяемого времени относительно UTC составляет +3:00.

## Население
| 2010 |
| ---- |
| 2    |

Половой состав
По данным Всероссийской переписи населения 2010 года в гендерной структуре населения мужчины составляли 50 %, женщины — соответственно также 50 %.

Согласно результатам переписи 2002 года, в национальной структуре населения русские составляли 100 % из 12 чел.